# مارتن إردمان
مارتن إردمان (بالألمانية: Martin Erdmann)‏ هو دبلوماسي ألماني، ولد في 25 يناير 1955 في مونستر في ألمانيا.